# Suserz
Suserz – wieś w Polsce położona w województwie mazowieckim, w powiecie gostynińskim, w gminie Szczawin Kościelny.
| SIMC    | Nazwa    | Rodzaj    |
| ------- | -------- | --------- |
| 0578064 | Moczydła | część wsi |

Wieś szlachecka położona była w drugiej połowie XVI wieku w powiecie gostynińskim ziemi gostynińskiej województwa rawskiego. W latach 1975–1998 miejscowość administracyjnie należała do województwa płockiego.
Miejscowość położona na trasach: Gostynin – Żychlin (droga 573) i Gąbin – Żychlin (drogi: 574 i 573).
Dojazd: autobusy z Gostynina i Żychlina.
W kościele parafialnym Wniebowzięcia NMP z 1810 znajduje się obraz Matki Boskiej Suserskiej.